# حزب مردم (ایران)
حزب مردم در بیست و ششم اردیبهشت ماه 1336 با رهبری اسدالله علم افتتاح شد.یک حزب سیاسی اقتدارگرا در زمان حکومت پهلوی بود. این حزب یکی از دو حزب بزرگی بود که در ظاهر تلاش می‌کردند نظام دو حزبی را به فرمان محمدرضا پهلوی در ایران به نمایش بگذارند. رقیب حزب مردم، حزب حاکم ایران نوین و پیش از آن حزب مِلّیون بود. پس از فرمان تشکیل نظام تک‌حزبی، حزب مردم در تنها حزب قانونی موجود، حزب رستاخیز ادغام شد.

## در فرهنگ عامه
بنا بر گفتهٔ تاریخنگار چپ گرا یرواند آبراهامیان، احزاب مردم و ایران نوین در چشم مردم ایران به ترتیب «حزب چشم قربان» و «حزب بله قربان» دیده می‌شدند چون اعضای آن‌ها در مجالس به محمدرضا پهلوی و ساواک وابسته بودند.